# Erzbistum Porto Alegre
Das Erzbistum Porto Alegre (lat.: Archidioecesis Portalegrensis in Brasilia) ist eine römisch-katholische Diözese mit Sitz im brasilianischen Porto Alegre im Bundesstaat Rio Grande do Sul.

## Geschichte
Erste jesuitische Missionare, die aus Paraguay in diesen Teil Brasiliens kamen, wurden um 1626 schriftlich bezeugt. Vorläufer des heutigen Bistums ist das am 7. Mai 1848 durch Papst Pius IX. gegründete Bistum São Pedro do Rio Grande, damals Suffragan des 1551 gegründeten Erzbistums São Salvador da Bahia. Am 15. August 1910 wurde das Bistum umbenannt und zum heutigen Erzbistum Porto Alegre erhoben. Zwischen 1910 und 2008 wurden mehrere Bistümer aus dem Erzbistum ausgegliedert und diesem als Suffragane unterstellt.

## Bischöfe

### Bischöfe von São Pedro do Rio Grande
- Feliciano José Rodrigues de Araújo Prates, 1851–1858
- Sebastião Dias Laranjeira, 1860–1888
- Cláudio José Gonçalves Ponce de Leão CM, 1890–1910

### Erzbischöfe  von Porto Alegre
- Cláudio José Gonçalves Ponce de Leão CM, 1910–1912
- João Batista Becker, 1912–1946
- Alfredo Vicente Kardinal Scherer, 1946–1981
- João Cláudio Colling, 1981–1991
- Altamiro Rossato CSsR, 1991–2001
- Dadeus Grings, 2001–2013
- Jaime Kardinal Spengler OFM, seit 2013